# Stop the Music
Singles de Namie Amuro 
 (ou Namie Amuro with Super Monkey's)
Taiyo no Season
(1995)
Singles par Namie Amuro (chez Avex)
Body Feels Exit
(1995)
Stop the Music est le deuxième single de Namie Amuro sorti sous son seul nom sur le label Toshiba-EMI. C'est son dernier single avec ce label, avant son passage chez avex trax. Il sort le 24 juillet 1995 au Japon, produit par Max Matsūra, et atteint la 4e place du classement de l'Oricon. Il se vend à 174 020 exemplaires la première semaine, et reste classé pendant 13 semaines, pour un total de 528 160 ventes.
C'est en fait le septième single enregistré par Namie Amuro au temps de sa collaboration avec le groupe Super Monkey's, dont elle est la chanteuse principale : un premier single était sorti en 1992 sous le nom Super Monkey's, puis deux autres en 1993 sous celui de Super Monkey's 4, et deux autres en 1994 et 1995 sous celui de Namie Amuro with Super Monkey's.
Les quatre autres membres ne sont plus créditées, mais accompagnent toujours Namie Amuro en tant que danseuses, en parallèle à leur nouvelle carrière en tant que MAX débutée deux mois auparavant.
La chanson-titre est une reprise en japonais du titre Stop the Music de Sophie, et figure en version remixée sur le premier album de Namie Amuro chez Toshiba-EMI: Dance Tracks Vol.1. Les deux titres du single figureront l'année suivante dans leur version d'origine sur la compilation Toshiba-EMI de Namie Amuro with Super Monkey's : Original Tracks Vol.1.

## Liste des titres
1. Stop the Music - 3:40
2. Good Night -  5:11
3. Stop the Music (Original Karaoke) - 3:40
4. Good Night (Original Karaoke) -  5:07

## Artistes
- Namie Amuro - chant
- Minako Ameku - danse
- Nanako Takushi - danse
- Reina Miyauchi - danse
- Ritsuko Matsuda - danse